# Infinit verbum
Et infinit verbum er et verbum, der ikke står som verballed i en sætning, og som i et bøjningssprog ikke har personbøjning. En infinit verbalform kan altså ikke forekomme som hovedverbum i en sætning. Imperativ er en finit verbalform, idet den er sætningsdannende, selv om subjektet er underforstået.
Det infinitte verbum er ofte enten substantivisk (infinitiv) eller adjektivisk (participium), hvormed der menes, at det i mange henseender opfører sig som enten et substantiv eller et adjektiv. 

## Former
De infinitte verbalformer er de former af udsagnsord, der ikke kan være udsagnsled, f.eks. de verbale tillægsmåder og navneform.
Eksempler: Verbet kører findes i præsens participium (nutids tillægsmåde): kørende og perfectum participium (datids tillægsmåde): kørt, i navneform: køre.
På dansk er der følgende infinitte verbalformer:
| Latinsk navn                 | Dansk navn       | Eksempel                      |
| ---------------------------- | ---------------- | ----------------------------- |
| Infinitiv aktiv              | Navnemåde aktiv  | (at) dræbe                    |
| Infinitiv passiv             | Navnemåde passiv | (at) dræbes, (at) blive dræbt |
| Præsens participium aktiv    | Lang tillægsform | dræbende                      |
| Perfektum participium passiv | Kort tillægsform | dræbt                         |